# Rhypotoses nigrocrocea
Rhypotoses nigrocrocea är en fjärilsart som beskrevs av Walker 1862. Rhypotoses nigrocrocea ingår i släktet Rhypotoses och familjen tofsspinnare. Inga underarter finns listade.